# Soms zijn de nachten zo lang
Soms zijn de nachten zo lang is een hoorspel van Zora Dirnbach. Sestre Barsalli werd onder de titel Die Schwestern Barsalli op 10 juli 1959 door de Hessischer Rundfunk uitgezonden. Gabriël Smit vertaalde de tekst en Milo Dor bewerkte hem. In de regie van Léon Povel zond de KRO het hoorspel uit op dinsdag 9 februari 1960. Het duurde 33 minuten. Dick Visser vertolkte het gitaarspel van Felice.

## Rolbezetting
- Louis de Bree (Barsalli)
- Eva Janssen, Jeanne Verstraete & Nora Boerman (z’n dochters Lukre, Paula & Marina)
- Paul van der Lek, Alex Faassen jr. & Dick van ’t Sant (verdere medewerkenden)

## Inhoud
Alsof een oude, reeds lang uitgezongen ballade op een verrassende, vreemdsoortige melodie voorgedragen wordt, zo’n uitwerking heeft dit uit het Kroatisch vertaalde hoorspel. Het komt als een stuk onbekende literatuur tot ons, maar we herkennen in de vitale verwachtingen en de ontgoochelingen van deze mensen onze eigen, vaak meer gebroken gevoelens. Het thema van dit hoorspel is het leven, het stralende, nietsontziende leven, dat in de gedaante van een jonge man in een vreugdeloos huis binnenbreekt: in de wereld van de drie gezusters Barsalli. De oudste berust reeds lange tijd. Door verdriet verteerd en vermoeid kijkt ze toe, hoe de tweede vertwijfeld naar het geluk grijpt, het reeds meent te bezitten en dan toch pijnlijk ontgoocheld wordt. De jongste met haar uit een droom geboren hartstocht heeft het haar afhandig gemaakt, heeft het leven voor zich gewonnen en moet het met de dood bekopen…